# Cynosurus
Cynosurus és un gènere de plantes de la família de les poàcies, ordre de les poals, subclasse de les commelínides, classe de les liliòpsides, divisió dels magnoliofitins. Són propis de la conca mediterrània i de les regions veïnes, però alguns s'han introduït a Austràlia, així com a Amèrica del Nord.

## Taxonomia
- Cynosurus cristatus L.
- Cynosurus echinatus L.
- Cynosurus elegans Desf.